# Гринов (Пренцлау)
Гринов (њем. Grünow) општина је у њемачкој савезној држави Бранденбург. Једно је од 34 општинска средишта округа Укермарк. Према процјени из 2010. у општини је живјело 957 становника. Посједује регионалну шифру (AGS) 12073261.

## Географски и демографски подаци
Гринов се налази у савезној држави Бранденбург у округу Укермарк. Општина се налази на надморској висини од 63 метра. Површина општине износи 34,9 km². У самом мјесту је, према процјени из 2010. године, живјело 957 становника. Просјечна густина становништва износи 27 становника/km².

## Међународна сарадња
| Мјесто  | Држава     | Врста сарадње | Од    |
| ------- | ---------- | ------------- | ----- |
|         | Русија     | партнерство   | 1997. |
| Свидвин | Пољска     | партнерство   | 1990. |
|         | Швајцарска | пријатељство  | 2000. |
| Извор   |            |               |       |